# 木下朝太郎
木下 朝太郎（きのした あさたろう、 1967年9月25日 - ）は、日本の実業家。スカラ常務取締役。スカラの前身となるフュージョンパートナー時代には社長も務めた。

## 経歴・人物
山口県出身。1967年生まれ。1992年3月、山口大学経済学部経済法学科を卒業して4月に岡三証券に入社した。1996年9月、岡三ファイナンスに出向。
1998年9月、データベース・コミュニケーションズ(現・スカラ)入社。2000年9月、同社経営企画室長。2002年9月、同社取締役経営企画室長。2004年4月、同社取締役経営企画部長兼管理部長。同年9月、持株会社体制への移行により、フュージョンパートナーに社名が変更される。
2005年7月、代表取締役社長に就任する。2006年9月、同社取締役。2007年5月、同社代表取締役会長。同年6月、Fashion TV Japan取締役に就任。同年7月フュージョンパートナー社長に復帰する。同年9月、同社取締役に就任。
2011年12月、デジアナコミュニケーションズ代表取締役。2013年8月、同社常務取締役に就任。
2016年、フュージョンパートナーはスカラに社名を変更。